# Ioánnis Varvákis
Ioánnis Varvákis (grec moderne : Ιωάννης Βαρβάκης, russe : Иван Андреевич Варваци) né en 1745 ou 1750 sur Psará et mort le 10 janvier 1825 sur Zante était un pirate et homme d'affaires grec.

## Biographie

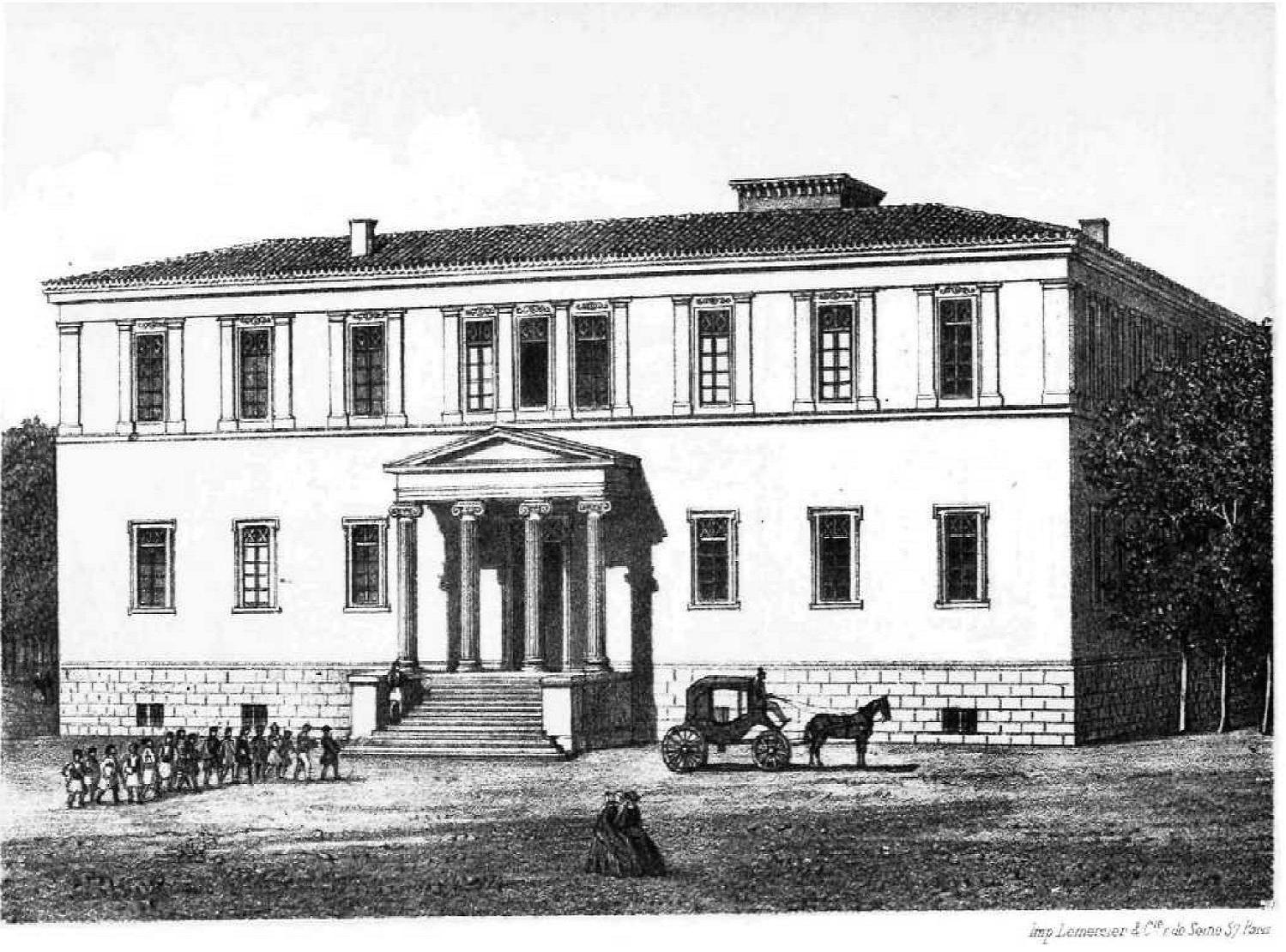
Varvakeion.

Fils d'Andreas Leontidis et Maria Moros, Ioánnis Varvákis naquit Ioánnis Leontídis sur Psará. Devenu « marin », il se distingua rapidement et gagna le surnom de Varvákis (le « faucon »). Avant ses 20 ans, il possédait son propre navire, un chebec armé de canons. Avec celui-ci, il participa à la révolution d'Orloff lors de la guerre russo-turque de 1768-1774. Au cours de la bataille de Tchesmé, il sacrifia son navire, transformé en brûlot. Il décida alors de se rendre à Saint-Pétersbourg pour plaider sa cause auprès de Catherine II de Russie. Lors de l'audience qu'il obtint en 1772, celle-ci le récompensa de 1 000 roubles d'or, du grade d'enseigne de la marine russe et surtout d'un droit de pêche illimitée en mer Caspienne, ainsi qu'une exemption des droits de douane.
Devenu Ivan Andreevich Varvatsi, il s'installa à Astrakhan. Là, il fit fortune avec ses pêcheries, principalement d'esturgeons. Il mit au point un moyen de conserver le caviar afin de l'exporter vers la Grèce dont il connaissait le marché. En 1788, il employait 3 000 ouvriers.
En 1810, il fut anobli par le tsar Alexandre Ier de Russie. Il fut décoré de l'Ordre de Sainte-Anne et de l'Ordre de Saint-Vladimir. En 1812, il s'installa à Taganrog, haut lieu de la diaspora grecque. Il usa alors de sa fortune à diverses entreprises philanthropiques : le canal dit « Varvatsievski » reliant Astrakhan à la Volga (qui lui permettait aussi d'exporter plus facilement son caviar) ; à Taganrog, il fit construire le monastère de Jérusalem de rite grec.
Après le massacre de Psará, il revint en Grèce. Il s'installa à Zante d'où il finança l'aide aux victimes de la guerre d'indépendance grecque. À sa mort, il laissa un million de drachmes pour le développement de l'éducation en Grèce libérée. Une partie de l'argent fut utilisée pour financer la construction du lycée qui portait son nom à Athènes, le Varvakeion, à côté du marché du même nom.

## Hommages
En plus du lycée athénien et du marché, diverses villes ont donné son nom à une rue.
En 2012, Yánnis Smaragdís réalise un biopic consacré à Ioánnis Varvákis : Dieu aime le caviar,.